# خوشچووکا دنبسکا
خوشچووکا دنبسکا (به لهستانی:  Choszczówka Dębska) یک روستا در لهستان است که در گمینا دنبه ویلکیه واقع شده‌است. خوشچووکا دنبسکا ۱۰۵ نفر جمعیت دارد.